# Epiplema caligata
Epiplema caligata är en fjärilsart som beskrevs av W. Warren 1907. Epiplema caligata ingår i släktet Epiplema och familjen Uraniidae. Inga underarter finns listade i Catalogue of Life.